# Pyrausta rahiledawut
Pyrausta rahiledawut is een vlinder uit de familie van de grasmotten (Crambidae), uit de onderfamilie van de Pyraustinae. De wetenschappelijke naam van deze soort is voor het eerst voorgesteld door Ahmet Ömer Koçak en Muhabbet Kemal in een publicatie uit 2021.
De soort komt voor in India (Meghalaya).